# Fry Peak
Fry Peak är en bergstopp i Antarktis. Den ligger i Västantarktis. Argentina, Chile och Storbritannien gör anspråk på området. Toppen på Fry Peak är 2 315 meter över havet, eller 79 meter över den omgivande terrängen. Bredden vid basen är 2,6 km.
Terrängen runt Fry Peak är varierad. Fry Peak ligger uppe på en höjd som går i nord-sydlig riktning. Trakten är obefolkad. Det finns inga samhällen i närheten.